# Olaf Cuaran
Olaf Cuaran (auch Olaf Sihtricson, Óláfr Sigtryggsson, Anelaf Cuiran, Anelaf Cwiran, Anlaf, Onlaf; † 981) war König (Häuptling) des Wikingerkönigreichs Dublin und als Olaf II. des Königreiches Jórvík von 941 bis 943 und 944 und 949 bis 952.
Im Irischen ist er bekannt als Amlaíb Cuaran. Sein Spitzname cuaran bedeutet „Sandalen“.
Bis 937 herrschte er in Dublin und beteiligte sich an der Schlacht bei Brunanburh auf Seiten der unterlegenen Allianz.
Unter seinen Frauen war Gormlaith ingen Murchada, Tochter von Murchad mac Finn, König von Leinster, und zukünftige Frau von Brian Boru. Sie war die Mutter seines Nachfolgers Sigtrygg Silkbeard.
Im Jahr 980 erlitt Olaf eine schwere Niederlage in der Schlacht von Tara, die die Macht der Dänen in Irland auslöschte. Er ging nach Iona und starb dort vermutlich 981.